# Терсалгай
Терсалга́й (рос. Терсалгай) — присілок у складі Кожевниковського району Томської області, Росія. Входить до складу Пісочнодубровського сільського поселення.

## Населення
Населення — 193 особи (2010; 223 у 2002).
Національний склад (станом на 2002 рік):
- росіяни — 80 %